# پوهار
پوهار (به انگلیسی: Puhar) یک روستا در هند است که در ناگاپاتینام واقع شده‌است. پوهار ۱ متر بالاتر از سطح دریا واقع شده‌است.